# Fria franska flygvapnet
Fria Franska Flygvapnet (Forces Aériennes Françaises Libres (FAFL)) var en del av De fria franska styrkorna under andra världskriget.
Enheten bildades som en blandad militärgruppering,  Groupe Mixte de Combat (GMC) , vid den brittiska flygbasen Odiham den 29 augusti, 1940. Enheten sändes till Afrika för att hjälpa till att övertyga franska kolonier som Gabon, Kamerun och Tchad att byta sida.